# Valter Doleček
Valter Doleček, slovenski kemik, * 20. julij 1939, Eisenerz, Avstrija, † 24. maj 2020, Maribor.
Bil dekan Tehniške fakultete v Mariboru, dekan Fakultete za kemijo in kemijsko tehnologijo v Mariboru, znanstveni delavec in profesor.

## Življenje in izobrazba
Po zaključeni osnovni šoli in gimnaziji v Mariboru je leta 1962 v Ljubljani na Fakulteti za naravoslovje in tehnologijo diplomiral na Oddelku za kemijo in kemijsko tehnologijo. Na Fakulteti za naravoslovje in tehnologijo v Ljubljani je nadaljeval podiplomski študij in si tako leta 1965 pridobil naziv doktor kemijskih znanosti. Na svoji fakulteti je bil že takrat kot demonstrator pri laboratorijskih vajah iz fizikalne kemije.

## Znanstvena kariera
Na podoktorskem raziskovalnem izpopolnjevanju je bil eno leto kot asistent na Rutgers State University v ZDA in leta 1972 na poletni šoli Advanced Study Institute on Charged and Reactive Polymers v Forges-les-Eauxu v Franciji. Nato je služboval od leta 1963 do 1975 kot asistent za fizikalno kemijo, merjenje in regulacijo ter inštrumentalno analizo. Leta 1976 si je na fakulteti pridobil habilitacijo v naziv docenta. Tako se je redno zaposlil že leta 1975 na Visoki tehniški šoli v Mariboru.
Valter Doleček je bil imenovan za predstojnika oddelka za kemijsko tehnologijo leta 1977. Za izrednega profesorja je bil habilitiran leta 1981. V rednega profesorja za predmetno področje fizikalne kemije in kemijske tehnologije je napredoval leta 1985.
Bil je dekan Tehniške fakultete 1978-1993 in nato tudi dekan Fakultete za kemijo in kemijsko tehnologijo od 1998 do 2007 in v istem obdobju član senata Univerze v Mariboru.
Približno 14 let je bil tudi član komisije Sveta za visokošolsko šolstvo za evalvacijo inženirskih programov. Številne diplome, magisteriji in doktorati so bili plod njegovega mentorstva. S svojo raziskovalno skupino je sodeloval in razvijal področji korozije kovin in kemijske termodinamike in bil deležen številnih priznanj. Leta 2008 mu je bil dodeljen naziv zaslužni profesor Univerze v Mariboru.

## Dosežki na tehničnem področju
Zaslužen je za pristop Slovenije v Zvezo evropskih nacionalnih inženirskih zvez. Pripravil je zahtevan elaborat, s katerim mu je uspelo slovenskima univerzama v Ljubljani in Mariboru registrirati večino univerzitetnih in visoko strokovnih inženirskih programov. Polnih 13 let je bil predsednik slovenskega nacionalnega komiteja FEANI. 

## Delo
Napisal je več kot 50 izvirnih znanstvenih člankov s področja kemije, biokemije in kemijske tehnologije. V strokovnih revijah s faktorjem vpliva JRC je bilo objavljenih 40 njegovih člankov. Napisal je dva univerzitetna učbenika. Priznana ima dva patenta.
Napisal je:
- Galvanski členi z barijevim polistiren sulfonatom (1965) – doktorska disertacija
- Molekularna kemija (1982) – univerzitetni učbenik
- Molekularna kemija II. del (1984) – univerzitetni učbenik

### Nagrade
- 1962 - študentska Prešernova nagrada za diplomsko delo
- 1978 - priznanje reda dela s srebrno plaketo
- 1991 - Cizljeva plaketa (za življenjsko delo v športu Športne zveze Maribor)
- 1993 - zlata plaketa Univerze v Mariboru
- 1994 - plaketa Tehniške fakultete (za prispevek k razvoju in napredovanju fakultete)
- 1999 - plaketa ob 40-letnici študija tehnike

## Kariera in dosežki na športnem področju
Bil je neutruden športni delavec in velik ljubitelj tenisa. Veliko vlogo je imel tudi pri razvoju mariborskega športa, kot športni funkcionar.
- 1969 - v organizacijskem odboru prvega srečanja za Davisov pokal v Sloveniji med Francijo in Jugoslavijo v Mariboru.
- 1970 – prisoten na dveh srečanjih za Davisov pokal med Jugoslavijo ter Poljsko in Romunijo v našem mestu.
- 1977 - tehniški vodja evropskega mladinskega prvenstva v Mariboru.
- 1976-1984 - vodja strokovnega dela v Teniškem klubu Branik
- 1978-1979 - tehniški vodja ženske ekipe TK Branik
- 1990-1994 - podpredsednik Mariborskega športnega društva Branik
- 1991 - Cizljeva plaketa za življenjsko delo v športu
- 2000-2007 je bil član predsedstva Zveze mariborskih športnih društev (ZMŠD) Branik.
- 2004-2016 podpredsednik izvršilnega odbora ZMŠD Branik.
- 2009-2013 je bil podpredsednik Športne zveze Maribor in član sveta zavoda Športni objekti Maribor.

Bil je podpredsednik TK Branik, predsednik nadzornega sveta TK Branik ter dolgoletni član upravnega odbora TK Branik. TK Branik ga je imenoval tudi za častnega člana. V letu 2016 ga je Zveza mariborskih športnih društev Branik imenovala za predsednika ZMŠD Branik.